# پلوتیوس توکا
پلوتیوس توکا (انگلیسی: Plotius Tucca; ۱ ژانویهٔ ۰۰۵۰ – ۱ ژانویهٔ ۰۱۰۰) نویسنده، و شاعر اهل روم باستان بود. دوست ویرژیل بود. او در حلقه دوستان ویرژیل و گایوس مایسیناس بود، همان‌طور که هوراس (طنزها) نشان می‌دهد. طبق کتاب زندگی ویرژیل اثر دوناتوس، پس از مرگ ویرژیل، پلوتیوس یکی از دو مجری بقایای ادبی ویرژیل بود - یکی از دو نفری که به دستور آگوستوس به انتشار انئید کمک کردند. دیگری لوسیوس واریوس روفوس بود.
پلوتیوس امروزه تنها در ارتباط با اشعار هوراس و ویرژیل شناخته شده‌است.